# استنلی بریگز
استنلی بریگز (انگلیسی: Stanley Briggs; ۷ فوریهٔ ۱۸۷۲ – 1931) بازیکن فوتبال اهل پادشاهی متحد بریتانیای کبیر و ایرلند بود.